# Zepperen
Zepperen är en ort i Belgien.   Den ligger i provinsen Limburg och regionen Flandern, i den centrala delen av landet, 60 km öster om huvudstaden Bryssel. Zepperen ligger 46 meter över havet och antalet invånare är 3 007.
Terrängen runt Zepperen är platt. Runt Zepperen är det ganska tätbefolkat, med 230 invånare per kvadratkilometer.. Närmaste större samhälle är Sint-Truiden, 4,3 km väster om Zepperen. 
Trakten runt Zepperen består till största delen av jordbruksmark.